# Alex Moser
Alex Moser, auch bekannt als Alexander Moser (geboren 1979 im Burgenland) ist ein österreichischer Hair Stylist, der in Wien lebt und arbeitet.

## Laufbahn
Moser lernte sein Handwerk in den drei berühmtesten Salons von Wien – Bundy Bundy, Grecht und Erich Joham. Von 1999 bis 2000 war er am Theater an der Wien engagiert, als Hairstylist für das Musical Mozart!. Danach vervollständigte er seine Ausbildung bei Toni & Guy in Wien und Stuttgart. Im Jahr 2006 begann eine fünf Jahre lang dauernde Kooperation mit dem Salon Less is more. Parallel dazu arbeitete Moser als Freelancer für Print-, Film- und Fernsehproduktion, sowohl für Editorials als auch für klassische Werbung. Seit 2014 arbeitet Moser zunehmend für deutschsprachige und internationale Filmproduktionen. Weiters gab und gibt er eine Reihe von Seminaren für Schwarzkopf, Landoll and Elite und unterrichtet junge Hairstylisten aus ganz Österreich.
Moser hat für eine Reihe kommerzieller Kunden gearbeitet, darunter Austrian Airlines, Casinos Austria, Coca-Cola light, Europay International, Ford Fusion, Frey Wille, Danone, Dorotheum, Möbel Lutz, ÖBB, Ottakringer, Silhouette and Wiener Linien, sowie mit den Modefirmen Agent Provocateur, Diesel, Dsquared, Lena Hoschek, Levi’s, Monkey on my Shoulder, Palmers, Triumph and Vivienne Westwood.
Im Bereich Medien arbeitete der Hairstylist für Ö3 und the Romy Awards (präsentiert von der österreichischen Tageszeitung Kurier). Er war der Hairstylist der TV-Show Austria’s Next Topmodel auf Puls 4 und gehörte mehrfach dem Styling Team von Österreichs berühmtesten Charity Event, dem Life Ball, an. Seine Editorials erschienen in allen wichtigen Tageszeitungen und Zeitschriften Österreichs, wie Kronen Zeitung,  Die Presse, DIVA, Woman and Wienerin. Moser arbeitete mit der Modeklasse an der Wiener Universität für angewandte Kunst zusammen und war Freelance Make-up und Hair-style artist an der Wiener Volksoper. Im Laufe seiner Karriere hat Moser eine Reihe von prominenten Persönlichkeiten gestylt, darunter die Opernsängerin Anna Netrebko, den Pianisten Lang Lang, Songcontest-Gewinnerin Conchita Wurst, die Schauspielerinnen Birgit Minichmayr, Eva Longoria, Nina Proll, Mallika Sherawat, Ursula Strauss, Franziska Weisz und Elke Winkens, die Models Maggie Rizer, Iris Strubegger und Marcus Schenkenberg, sowie deutschsprachige TV-Stars, wie Dieter Bohlen, Eva Pölzl und Mirjam Weichselbraun.
Moser beschäftigt sich mit Haarkunst. Inspiriert wurde er durch die Haar-Kunstwerke der Romantik und des Biedermeier. 2015 wurde Moser als Künstler ausgewählt die Auslagen für das Kaufhaus Steffl mit seinen Haarinstalationen zu gestalten.
Moser wurde mehrfach ausgezeichnet. Sein Motto lautet: I love hair, it’s my instrument.

## Filmografie (Auswahl)
- 2015: Die Frau in Gold (Woman in Gold)
- 2015: Mission: Impossible – Rogue Nation
- 2015: Point Break
- 2015: Kleine große Stimme
- 2016: Nebel im August

## Auszeichnungen
- 2008 Austrian Hairdressing Award, in den Kategorien Avantgarde und Press
- 2009 Hairdresser of the Year und vier Kategorien des Austrian Hairdressing Award (Avantgarde, Press, Ladies, Gentlemen)
- 2010 Austrian Hairdressing Award (Avantgarde, Ladies) und erstes Mitglied der Schwarzkopf Hall of Fame
- 2011 Austrian Hairdressing Award (Ladies)
- 2011 Vienna Fashion Award für Best Hairstyling
- 2018 Vienna Fashion Award für Best Hairstyling[13]